# Масси, Роберт
Ро́берт Ки́нлох Ма́сси (Мэ́сси) III (англ. Robert Kinloch Massie III;5 января 1929, Версейлс, Кентукки — 2 декабря 2019, Эрвингтон, Нью-Йорк) — американский журналист и писатель-историк. 
Посвятил большую часть своей научной и писательской деятельности изучению императорского дома Романовых. В 1981 году был награждён Пулитцеровской премией в номинации «Биография и автобиография» за книгу «Пётр Великий: его жизнь и мир». В 2012 году получил медаль Эндрю Карнеги и премию PEN/Жаклин Боград Вельд за биографию за книгу «Екатерина Великая: портрет женщины».
По его книгам снимались фильмы. Так книга «Николай и Александра: сокровенный взгляд на последних Романовых и падение императорской России» была экранизирована в 1971 году в виде одноимённого фильма, а «Пётр Великий: его жизнь и мир» была экранизирована в 1986 году в виде мини-сериала «Пётр Великий».

## Биография
Родился 5 января 1929 года в Лексингтоне, штат Кентукки в семье педагога Роберта Масси-младшего и его жены Молли (в девичестве — Ни), активистки прогрессивного направления. Он вырос в Нашвилле, штат Теннесси.
Получил образование в области американистики в Йельском университете. А также стипендию Родса для обучения в Оксфордском университете, где был членом мужской баскетбольной команды. Во время Корейской войны являлся офицером по ядерному наведению Военно-морских сил США.
После демобилизации работал корреспондентом журнала Collier’s Weekly.
В 1959—1962 годах — журналист Newsweek, а в 1962—1967 годах — The Saturday Evening Post.
Преподавал в Принстонском университете и Тулейнском университете.
С 1967 года полностью сосредоточился на писательской деятельности, опубликовав первую книгу «Николай и Александра: сокровенный взгляд на последних Романовых и падение императорской России», посвящённую жизни российской императорской четы — Николаю II и Александре Фёдоровне. Его интерес был вызван тем, что его сын Роберт «Боб» Кинлох Масси IV (как и царевич Алексей), которому он посвятил свою вторую книгу «Путешествие», болел гемофилией,
В 1987—1991 годах являлся президентом Гильдии писателей и призывал к бойкотту любого издательства, которое откажется опубликовать роман «Сатанинские стихи» Салмана Рушди.
Умер 2 декабря 2019 года Эрвингтоне от болезни Альцгеймера.

## Личная жизнь
В 1954—1990 годах был женат на Сюзанне Масси, в браке с которой родились сын и две дочери. В 1992 году женился на Деборе Карл, которая являлась его литературным агентом. В их браке также родился сын и две дочери.

## Сочинения
- Nicholas and Alexandra: An Intimate Account of the Last of the Romanovs and the Fall of Imperial Russia[англ.] (Atheneum, 1967; Ballantine Books[англ.], 2000, ISBN 0-345-43831-0, Black Dog & Leventhal Publishers, 2005, ISBN 1-57912-433-X)
- Journey (Knopf, 1975) with Suzanne Massie, ISBN 0-394-49018-5
- Peter the Great: His Life and World[англ.] (Knopf, 1980, ISBN 0-394-50032-6, Ballantine Books, 1981, ISBN 0-345-29806-3, Wings Books, 1991, ISBN 0-517-06483-9)
- Last Courts of Europe: Royal Family Album, 1860–1914 (Vendome Press[англ.], 1981) introductory text; picture research and description by Jeffrey Finestone, ISBN 0-86565-015-2, Greenwich House[англ.]/Crown Publishers[англ.], 1983, ISBN 0-517-41472-4)
- Dreadnought: Britain, Germany, and the coming of the Great War[англ.] (Random House, 1991, ISBN 0-394-52833-6, Ballantine Books, 1992, ISBN 0-345-37556-4)
- There's an Old Southern Saying: The Wit and Wisdom of Dan May[англ.] (Crabby Keys Press[англ.], 1993), foreword; compiled by William May Stern, ISBN 0-9638911-0-3
- The Romanovs: The Final Chapter (Random House, 1995), ISBN 0-394-58048-6 and ISBN 0-679-43572-7
- Castles of Steel: Britain, Germany, and the Winning of the Great War at Sea[англ.] (Ballantine Books, 2004), ISBN 0-345-40878-0, J. Cape, 2004, ISBN 0-224-04092-8)
- Catherine the Great: Portrait of a Woman (Random House, 2011), ISBN 978-0-679-45672-8

### Переводы на русский язык
- Мэсси Р. К. Николай и Александра, или История любви, погубившей Империю : Николай II и Александра Фёдоровна: Роман : Пер. с англ. / Предисл. В. В. Кузнецова. —  Петрозаводск: Карелия; СПб.: АОЗТ "Золотой век", 1995. — 576 с. ISBN 5-7545-0668-6
- Мэсси Р. К. Николай и Александра : Роман : Об императоре Николае II и императрице Александре Фёдоровне / Пер. с англ. и послесл. В. В. Кузнецова. — М.: Пресса, 1996. — 573 с. — (Историческая проза). ISBN 5-253-00890-X
- Мэсси Р. К. Николай и Александра : Роман : Об императоре Николае II и императрице Александре Фёдоровне / Пер. с англ. В. М. Захаровой; Послесл. Г. А. Алексеева. — М.: Пресс-соло, 1996. — 607 с. ISBN 5-89226-001-1
- Масси Р. К. Николай и Александра: Роман / Пер. с англ. В. В. Кузнецова. — СПб.: Библиополис: Лира Плюс, 1998. — 587 с. ISBN 5-89739-001-0
- Масси Р. К. Пётр Великий : Личность и эпоха : В 2 т. Т. 1. / Пер. с англ. В. Э. Волковского и Н. Л. Лужецкой. — СПб. : Вита Нова, 2003. — 702 с. ISBN 5-93898-041-0
- Масси Р. К. Пётр Великий : Личность и эпоха : В 2 т. Т. 2. / Пер. с англ. В. Э. Волковского и Н. Л. Лужецкой. — СПб. : Вита Нова, 2003. — 703 с. ISBN 5-93898-042-9
- Масси Р. К. Николай и Александра / пер. с англ. и предисл. В. В. Кузнецова. — СПб.: Нева, 2004. — 477 с. (Серия "Тайны великих"). ISBN 5-7654-3487-8
- Масси Р. К. Николай и Александра: история любви и тайна смерти / пер. с англ. В. В. Кузнецов. — СПб.: Амфора, 2014. — 575 с. (Тайны истории). ISBN 978-5-367-02793-8
- Масси Р. К. Пётр Великий. Прощание с Московией / пер. с англ. Н. Лужецкой. — СПб.: Амфора, 2015. — 447 с. (Тайны истории; Вып. 41). ISBN 978-5-367-02793-8
- Масси Р. К. Пётр Великий. Ноша императора / пер. с англ. Н. Л. Лужецкая, В. Э. Волковский. — СПб.: Амфора, 2015. — 416 с. (Отдохни!) (Тайны истории; 2015, вып. № 14 (43)). ISBN 978-5-367-02793-8
- Масси Р. К. Пётр Великий. Деяния самодержца / пер. с англ. Н. Л. Лужецкая, В. Э. Волковский.  — СПб: Амфора, 2015. — 446 с. (Тайны истории; 2015, вып. 13(42)). ISBN 978-5-367-03228-4